# Noteriades clypeatus
Noteriades clypeatus är en biart som först beskrevs av Heinrich Friese 1904.  Noteriades clypeatus ingår i släktet Noteriades och familjen buksamlarbin. Inga underarter finns listade i Catalogue of Life.